# Khuda Mera Bhi Hai
Khuda Mera Bhi Hai (ourdou : خدا میرا بھی ہے) est une série télévisée pakistanaise diffusée par ARY Digital en 2016-2017.

## Synopsis
Mahagul donne naissance à un enfant intersexe. Elle l'appelle Noor, mais doit faire face à l'incompréhension et à l'intolérance de la société à l'égard de son enfant. Le père de Noor, Zaïn, refuse d'accepter son enfant et quitte Mahagul.
Mahagul est aidée par Mikaeel, le professeur particulier de Noor, qu'il traite comme son enfant.

## Distribution
- Ayesha Khan : Mahagul, la mère de Noor
- Syed Jibran : Zaïn, l'ex-mari de Mahagul et le père de Noor[1]
- Furqan Qureshi : Noor[2]
- Saba Hamid : Savera, la mère de Mahagul, directrice d'une ONG[3]
- Alyy Khan : Mikaeel, professeur particulier de Noor[1]
- Hira Tareen : Kashmala, deuxième femme de Zaïn[1]
- Mehmood Aslam : Hassan, le père de Zaïn[4]